# 1976 en France
Chronologie de la France
- 1972
- 1973
- 1974
- 1975
- 1976
- 1977
- 1978
- 1979
- 1980

Cet article présente les faits marquants de l'année 1976 en France.

## Événements

### Janvier
- 9 janvier : naissance d'Elf Aquitaine par la fusion de la Société nationale des pétroles d'Aquitaine et d'ERAP[1].
- 12 janvier : « réaménagement technique » du gouvernement Chirac ; Raymond Barre devient ministre du commerce extérieur[1].
- 19 janvier : création de la COGEMA (Compagnie générale des matières nucléaires), filiale du CEA, chargée de produire le combustible nucléaire[1].
- 21 janvier : l'avion supersonique Concorde effectue son premier vol commercial à destination de Rio de Janeiro via Dakar opéré par Air France à partir de Paris[2].
- 30 janvier : enlèvement de Philippe Bertrand, 7 ans et demi, à Troyes.

### Février
- 4-8 février : lors de son XXIIe Congrès tenu à L'Île-Saint-Denis, le PCF renonce à la « dictature du prolétariat »[3].
- 5 février : le Concorde est autorisé à se poser à Washington[1].
- 8 février : référendum à Mayotte qui se prononce pour son maintien au sein de la république française[4],[5].
- 18 février : Roger Gicquel ouvre le journal de 20 heures par la phrase « La France a peur » pour annoncer l’arrestation la veille de Patrick Henry, après l’assassinat d’un enfant, Philippe Bertrand[6]. Patrick Henry échappera à la peine de mort à la suite de la plaidoirie de son avocat, Robert Badinter, en janvier 1977.

### Mars
- 1er-4 mars : visite officielle de Issa ben Salmane Al Khalifa, Émir de Bahreïn[7].
- 1er et 2 mars : les routiers de la société Stouff international, en accord avec leur direction, bloquent le tunnel du Mont-Blanc, important passage routier  des Alpes, pour protester contre les 250 licenciements programmés du fait des difficultés économiques[8].

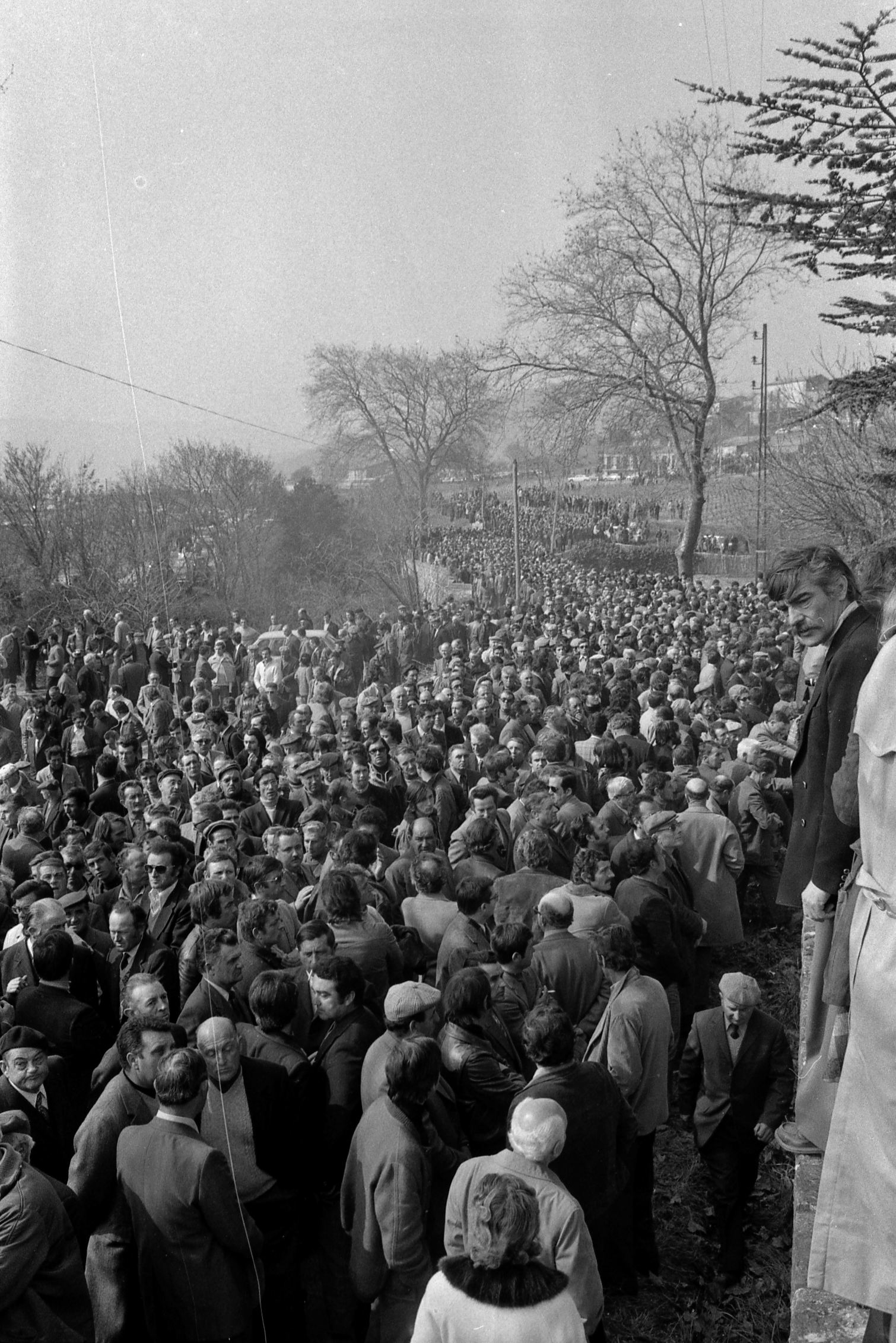
Obsèques d'Émile Pouytès à Arquettes-en-Val le 6 mars 1976.

- 4 mars : à Montredon-des-Corbières, à l'occasion d'une manifestation de vignerons, une fusillade éclate entre la police et les manifestants faisant deux morts : le commandant de CRS Joël Le Goff et le vigneron Émile Pouytès[3].
- 7 - 14 mars : victoire de la gauche aux élections cantonales[9].
- 9 - 10 mars : procès de Christian Ranucci pour l'enlèvement et le meurtre d'une fillette de huit ans[10].
- 14 mars : le Franc sort du Serpent monétaire européen[1].
- 28 mars : rétablissement du changement d'heure d'été[11].

### Avril
- 1er avril : la firme de distribution Carrefour lance les « produits libres » sans marque commerciale[12]. Le succès de cette opération oblige tous les fournisseurs à accepter de jouer le jeu et les autres grandes chaînes à suivre le mouvement.
- 4 avril : arrêt du réacteur nucléaire Zoé[13].
- 8 avril : Peugeot prend le contrôle de Citroën[1]. La firme Michelin cède à Peugeot sa participation majoritaire de 52 % dans la société Citroën sur la base de cinq actions Citroën contre une action Peugeot. À la suite de cette opération, la part de Peugeot dans Citroën passe de 38 % à 90 %, les autres 10 % sont détenus par de petits porteurs. Cet accord historique permet à Michelin de se recentrer sur le secteur des pneumatiques où la concurrence est sévère et à Peugeot d'éviter l'implantation d'un groupe étranger en France ou la montée en puissance de la Régie Renault. Avant l'opération, l'État français avait accordé un prêt d'un milliard de FRF et Michelin avait apporté 480 millions de fonds propres à Citroën, afin d'éviter à la firme aux chevrons d'être déficitaire.
- 15 avril : le gouvernement réunit en conseil ministériel restreint décide de la construction de Superphénix, un surgénérateur de 1200 MW à Creys-Malville, dans l'Isère[1].
- 29 avril : décret organisant le regroupement familial, deux ans après la fermeture des frontières et l’annonce de l’« immigration zéro »[14].

### Mai
- 1er mai : à Paris, les féministes qui ont pris part au défilé syndical sont bousculées et insultées par le Service d'ordre de la CGT[15].
- 3 mai : mise en liquidation de la fabrique d'horlogerie LIP à Besançon[15].
- 4-5 mai : premiers plasticages du Front de libération nationale corse (FLNC)[3].
- 8-9 mai : journées portes ouvertes de Lip à Besançon ; les grévistes rencontrent un certain nombre de représentants d'entreprises en vue d'une coordination des luttes (Lip, Griffet, Idéal Standard, Caron-Ozanne, Soplec, etc.)[15].
- 10 mai : trouble dans le monde judiciaire avec le refus de mutation du juge Étienne Ceccaldi de Marseille à Hazebrouck qui entraîne le 10 juin la première grève de magistrats, pourtant illégale, puis un mouvement d'émancipation du corps de la magistrature[16].
- 12 mai : finale de la Coupe des clubs champions européens à l'Hampden Park de Glasgow ; les Verts sont victimes par trois fois des légendaires barres  et poteaux carrés (AS Saint-Étienne 0-1 Bayern Munich)[17].
- 12 mai-17 octobre : exposition « Ramsès II » au Grand Palais[18]. Elle attire 360 000 visiteurs.
- 15-16 mai : congrès extraordinaire du PS à Dijon pour définir la tactique à adopter aux élections municipales[19]
- 19 mai : 
  - création du loto[19].
  - accord RAMOGE de protection de l'environnement entre la France, Monaco et l'Italie[20].
- 21-23 mai : fondation du Centre des démocrates sociaux CDS[19].
- 24 mai : Jugement de Paris. Des vins californiens arrivent en tête lors d'une dégustation de grands crus[21].
- 31 mai : le Président de la République Valéry Giscard d'Estaing reçoit à l'Élysée une vingtaine de représentants d'associations de défense de l'environnement[19].

### Juin
- 3-4 juin : grève des journalistes de France-Soir, puis de ceux du Figaro[19].
- 6-7 juin : manifestations antinucléaires devant l'usine de La Hague[19].
- 13 juin : le président Valéry Giscard d'Estaing commémore le 60e anniversaire de la bataille de Verdun[19].
- 16 juin : Jacques Chancel interviewe Valéry Giscard d'Estaing à la télévision sur le thème de « la charge du pouvoir » [19].

- 17 juin : plan d'urgence d'aide aux agriculteurs victimes de la sécheresse[19].
- 18 juin :
  - « Appel du 18 joint », manifeste appelant à la légalisation du cannabis en France, publié dans le quotidien Libération[23].
  - loi constitutionnelle no 76-527 modifiant l'article 7 de la Constitution sur la vacance de la présidence de la République, adoptée par le Congrès à Versailles le 14 juin[19].
  - Daniel Filipacchi rachète Paris Match[24]. Démantèlement de l'empire de Jean Prouvost qui prend sa retraite après cinquante ans de carrière dans le textile et la presse. Son empire pèse 105 millions de francs[25].
- 22 juin : loi de finance rectificative ouvrant de nouveaux crédits d'un montant de 2,5 milliards de francs[19].

### Juillet
- 1er juillet :

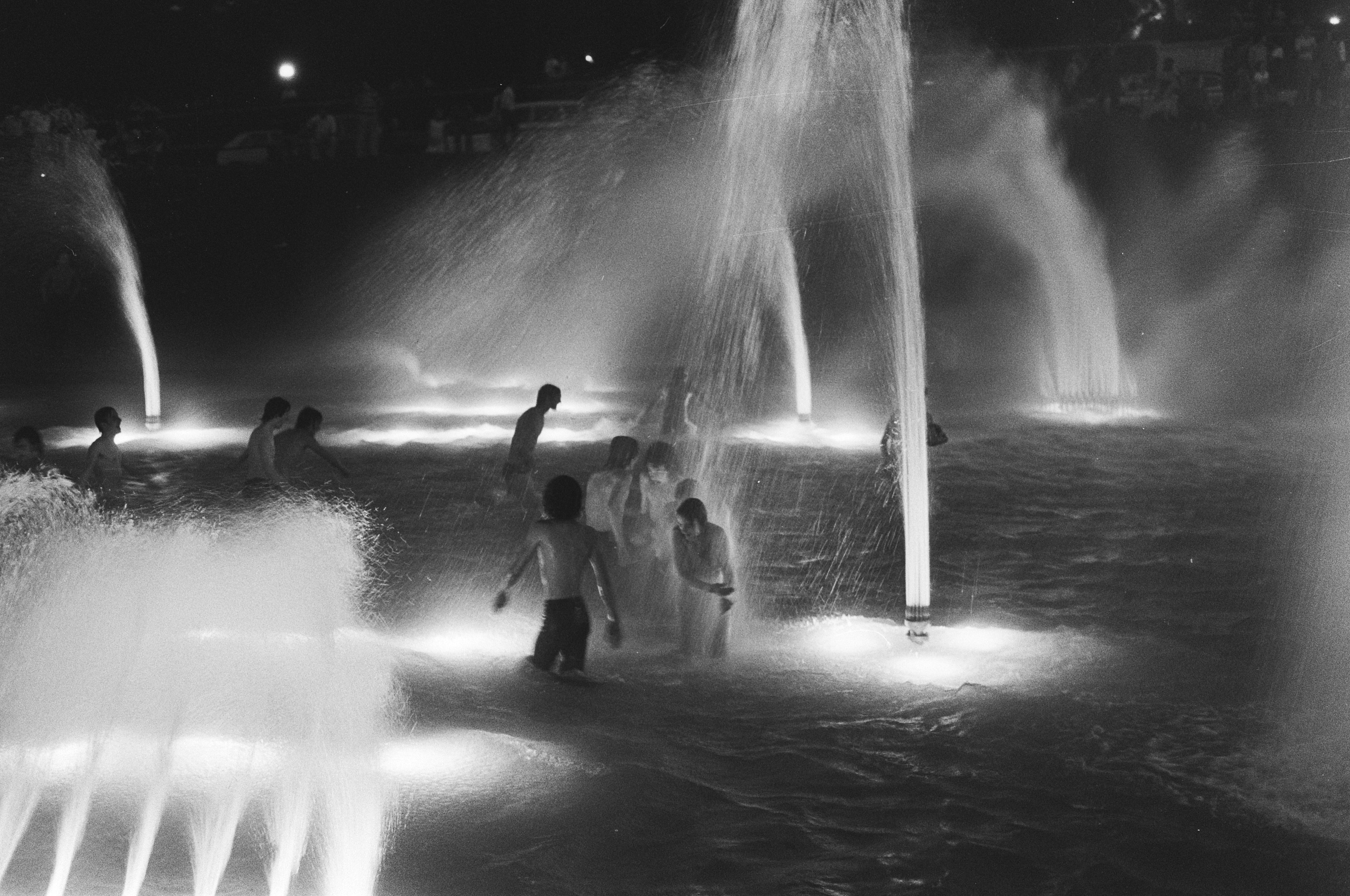
Canicule ; les Parisiens se baignent aux fontaines des Jardins du Trocadéro.

  - discours d'Angers de Valéry Giscard d'Estaing devant les fonctionnaires des ministères concernés par le cadre de vie[19].
  - début de la commercialisation de la Renault 14, présentée en mai[26].
- 3 - 4 juillet : raid israélien sur l’aéroport d’Entebbe en Ouganda, pour libérer 103 otages israéliens détenus à bord d’un avion d’Air France[27].
- 6 juillet-13 juillet : spéculation contre le franc[28]. Le déficit extérieur s'aggrave, le franc baisse, l'inflation à deux chiffres menace. Le nouveau premier ministre hérite d'une situation économique peu brillante, d'autant plus que le plan Fourcade de septembre 1975, en assouplissant les conditions du crédit aux particuliers, a relancé la course inflationniste entre les prix et les salaires. Raymond Barre déclare : « Le temps de la facilité est terminé ».
- 7 juillet :
  - loi no 76-599 relative à la prévention et à la répression de la pollution marine par les opérations d'immersion effectuées par les navires et aéronefs, et à la lutte contre la pollution marine accidentelle[29].
  - le vice-amiral d'escadre Antoine Sanguinetti est mis à la retraite d'office pour avoir critiqué la politique de défense du gouvernement[19].
- 9 juillet :
  - loi portant diverses mesures de protection sociale de la famille[30]. Création de l'allocation de parent isolé qui entre en vigueur le 1er octobre[31].
  - loi no 76-616 relative à la lutte contre le tabagisme[32].
- 10 juillet : 
  - loi relative à la protection de la nature[33].
  - incidents sur le site de centrale nucléaire de Creys-Malville contre le projet Superphénix[19].
- 11 juillet - 16 août : baisse du franc sur le marché des changes ; le 22 juillet, le taux d'escompte de la Banque de France est relevé de 8 à 9,5 %[19]. Le 13 août, le dollar est à 5,02 francs et le mark à 1,99 franc (contre 4,78 et 1,85 le 13 juillet).
- 14 juillet : achat d'or au FMI par la Banque de France[19].
- 17-18 juillet : Albert Spaggiari réalise le « casse du siècle » à la Société générale de Nice ; arrêté le 27 octobre, il s'évade le 10 mars 1977 du palais de justice de Nice[34].

- 19 juillet : 
  - loi de réforme du Code électoral qui favorise la bipolarisation de la vie politique française par l'interdiction des candidatures nouvelles au second tour et l'obligation pour les candidats d'avoir obtenu un score minimum de 12,5% au premier tour[35].
  - loi « portant imposition des plus-values et création d'une taxe forfaitaire sur les métaux précieux, les bijoux, les objets d'art, de collection et d'antiquité »[36]. Les plus-values immobilières sont soumises désormais à l'impôt sur le revenu, réduit à une taxe de 10 % après 5 ans[37]. Taxe de 4 % sur la vente d'objets précieux.
- 21 juillet : loi no 76670 portant approbation du VIIe plan[38]. Le parlement adopte le projet de loi relatif au VIIe plan (1976-1980), qui pour la première fois déroge à la traditionnelle règle de l'annualité budgétaire, pour 206 milliards de crédits affectés à 25 programmes d'action prioritaire.
- 22 juillet : Mgr Lefebvre est suspendu a divinis par le pape Paul VI[39].
- 28 juillet : décapitation de Christian Ranucci pour l'enlèvement et le meurtre d’une fillette[10]. Deux ans plus tard, l’écrivain Gilles Perrault fera part de ses doutes sur la culpabilité de Ranucci dans son livre Le Pull-over rouge (1978).

### Août
- 17 août : Robert Hersant rachète 50 % des parts de France-Soir[40].
- 24 août-2 septembre : Assemblée générale de l'Union astronomique internationale à Grenoble[41].
- 25 août : annonce en Conseil des ministres de mesures fiscales pour soutenir l'agriculture victime de la sécheresse de 1976[42]. Majoration de nombreux impôts, dont l'impôt sécheresse, pour ne pas augmenter le déficit public[43]. Cette hausse d'impôt est un camouflet pour le premier ministre Jacques Chirac qui milite pour une baisse généralisée de la fiscalité. Il démissionne et Raymond Barre le remplace le jour même et présente son gouvernement le 27 août. Il se réserve le ministère de l'Économie et des Finances[1].

### Septembre
- 15 septembre : décret no 76-872 instituant une aide exceptionnelle aux éleveurs victimes de la sécheresse[44].
- 16 septembre-15 décembre : grève des travailleurs du centre de retraitement des déchets nucléaires de la Hague[45].
- 22 septembre :
  - Raymond Barre lance le premier plan Barre de lutte contre l’inflation[19]. Retour à une politique monétariste. Il limite l'augmentation de la masse monétaire à 13 % par an. Il institue le gel des prix jusqu’à la fin de l’année (les étiquettes valsent début 1977), la réduction de 2,5 points de la TVA sur la plupart des produits de consommation courante et sur les services. Mise en place d’un calendrier de négociation contractuelle sur les salaires, la libération des prix industriels et la « vérité des prix » dans la tarification des services publics qui ralentissent les anticipations à la hausse afin de maintenir le pouvoir d'achats des contribuables. Parallèlement, pour limiter les importations pétrolières (sources d'inflation), le premier ministre favorise les investissements publics et privés vers les entreprises pratiquant des économies d’énergie.
  - le gouvernement présente son dispositif global d'indemnisation des agriculteurs victimes de la sécheresse, soit 6 milliards de francs[19].
- 29 septembre :
  - allocution radio-télévisée de Giscard d'Estaing sur la lutte contre l'inflation[19].
  - décrets majorant le taux des cotisations de Sécurité sociale dans les différents régimes à compter du 1er octobre 1976[46]. Le nouveau plan de financement de la Sécurité sociale dit « Barre » comprend une augmentation des cotisations, l’exclusion du remboursement à 70 % de certains médicaments dits « de confort », l’augmentation du ticket modérateur sur les actes d’auxiliaires médicaux, l’institution d’un ticket modérateur de 30 % sur les frais de transport, l’introduction d’une contribution de l’État au financement de la sécurité sociale sous la forme d’une nouvelle vignette automobile[47].
- 29 et 30 septembre : journées parlementaires de l'UDR à Rocamadour[19].
- 30 septembre : Citroën S.A. et Peugeot S.A. fusionnent pour former le Groupe PSA[48].

### Octobre
- 7 octobre : action nationale contre le « plan Barre » à l'appel de la CGT-CFDT-FEN[19].
- 14 octobre :
  - marée noire à la suite du naufrage du pétrolier Boehlen au large d'Ouessant[49].
  - Raymond Barre recours à l'article 49.3 pour faire adopter par le parlement sa loi de finances rectificative[50]. Le plan d'aide aux agriculteurs, d'un montant de 5,5 milliards est adopté. Il est financé par une majoration de 5 % de l'impôt sur le revenu, de l'impôt sur les sociétés, de la taxe sur les véhicules, de la taxe sur les produits pétroliers et une hausse des contributions des agriculteurs les plus aisés[51].

### Novembre
- 2 novembre : l'immeuble où vivent Jean-Marie Le Pen, sa femme, ses 3 filles, ainsi que d'autres familles est éventré par 20 kilos de dynamite[52].

- 15 novembre : installation sur le parvis de la Défense de l'Araignée rouge, également appelée le Grand Stabile Rouge, d'Alexander Calder[53].

### Décembre
- 5 décembre : le congrès fondateur du RPR (Rassemblement pour la République) rassemble 60 000 personnes. Jacques Chirac est élu président du nouveau parti qui remplace l'UDR[54].
- 24 décembre : assassinat à Paris du député de l’Eure Jean de Broglie[55].
- 28 décembre : arrêté relatif aux tolérances grammaticales et orthographiques[56].
- 29 décembre : Véronique Fagot est élue Miss France 1977 ; elle est demi-finaliste lors de l'élection de Miss Monde en 1977[57].
- 31 décembre : loi portant réforme de l'urbanisme ; freins à l'urbanisme dérogatoire, renforcement des systèmes de protection des espaces naturels, création des zones d'environnement protégé (ZEP)[58].

## Naissances en 1976
- 5 mars : Shirley Bousquet, actrice française
- 3 avril : Nicolas Escudé, joueur de tennis.
- 23 juin : Patrick Vieira, joueur de football.
- 9 août : Audrey Tautou, actrice.
- 31 août : Vincent Delerm, chanteur.
- 9 septembre : Emma de Caunes, actrice.
- 15 novembre : Virginie Ledoyen, actrice.
- 9 décembre : Booba, rappeur français.

## Décès en 1976
- 8 janvier : Pierre Jean Jouve, 89 ans, poète et romancier. (° 11 octobre 1887).
- 31 janvier : Fernand Sardou, le père de Michel Sardou, d'une crise cardiaque pendant la répétition d'un spectacle.
- 20 février : René Cassin, 88 ans, juriste français (° 5 octobre 1887).
- 4 mai : Henri Bosco, 87 ans, écrivain. (° 16 novembre 1888).
- 25 octobre : Raymond Queneau, 73 ans, écrivain et poète. (° 21 février 1903).
- 15 novembre : Jean Gabin, 72 ans, acteur. (° 17 mai 1904)
- 23 novembre : André Malraux, 75 ans, écrivain français (° 3 novembre 1901).